# The Tie That Binds (film 1914)
The Tie That Binds è un film muto del 1914 diretto da Frederick Vroom.

## Produzione
Il film fu prodotto dalla Majestic Motion Picture Company.

## Distribuzione
Distribuito dalla Mutual Film, il film uscì nelle sale cinematografiche USA il 19 aprile 1914.